# فيسنتي فيغيروا
فيسنتي فيغيروا (بالإسبانية: Vicente Figueroa)‏ (22 أكتوبر 1977 في المكسيك - ) هو لاعب كرة قدم مكسيكي في مركز الوسط. لعب مع سان خوسيه إيرثكويكس وسبورتينغ كانساس سيتي وEl Paso Patriots ‏ وSeattle Sounders (1994–2008) ‏ وBaltimore Blast ‏ وCalifornia Cougars ‏ وGeneration Adidas ‏.

## وصلات خارجية
- فيسنتي فيغيروا على موقع الدوري الأمريكي (الإنجليزية)
- فيسنتي فيغيروا على موقع قاعدة بيانات كرة القدم.إي يو (الإنجليزية)